# Hemigrammocharax machadoi
Hemigrammocharax machadoi är en fiskart som beskrevs av Poll, 1967. Hemigrammocharax machadoi ingår i släktet Hemigrammocharax och familjen Distichodontidae. IUCN kategoriserar arten globalt som livskraftig. Inga underarter finns listade i Catalogue of Life.